# Buergersius olivaceus
Buergersius olivaceus är en insektsart som beskrevs av Willy Adolf Theodor Ramme 1930. Buergersius olivaceus ingår i släktet Buergersius och familjen Pyrgomorphidae. Inga underarter finns listade i Catalogue of Life.